# Борель-Линсертен, Жозетт
Жозетт Борель-Линсертен (фр. Josette Borel-Lincertin; род. 12 августа 1941, Capesterre-de-Marie-Galante) — французская государственная и политическая деятельница. С 2012 по 2014 год занимала должность председателя регионального совета заморского департамента Гваделупы, а также с 2015 по 2021 год была председателем департаментского совета Гваделупы.

## Биография
Родилась 12 августа 1941 года на юге острове Мари-Галант, в коммуне Капестер-де-Мари-Галант. Её мать была пекарем и воспитала четырёх детей. Получив первое образование в Мари-Галанте, Жозетт Борель-Линсертен покинула остров и перебралась в Гваделупу, где продолжила получать образование.
После получения степени бакалавра продолжила обучаться в Париже и вернулась обратно в 1964 году в возрасте 22 лет, начав педагогическую карьеру, которая продлилась 40 лет. Преподавала математику в течение 18 лет, прежде чем стать главой академии. Работала директором колледжа Пуэнт-Нуар на севере Бас-Тера в Гваделупе. В 1986 году была назначена профессором Академии Амьена. В 2004 году стала директором школы и закончила свою карьеру в лицее Жервиль-Реаш в Бас-Тере.